# Exechia afroparva
Exechia afroparva (лат.) — вид грибных комаров рода Exechia.

## Распространение
Афротропика: Бурунди. 

## Описание
Грибные комары мелких размеров со стройным телосложением. Длина тела 5,2 мм. Длина крыла 4,0 мм. Голова тёмно-коричневая; край глаза, лицо и наличник жёлтые; лабеллум жёлтый; щупики жёлто-коричневые, 4-5 членики тёмно-коричневые. Усики со скапусом и педицелем жёлтые; жгутик коричневый, первый членик жгутика с жёлтым основанием. Грудь и скутум коричневого цвета, имеются светлые мезонотальные полосы, передний и боковой края широко жёлтые; боковые склериты от бледно-коричневого до тёмно-коричневого; проплевра коричневая; жужжальцы беловато-жёлтые, на вершине немного темнее. Ноги беловато-жёлтые. Брюшко тёмно-коричневое, I-III тергиты с жёлтым боковым полем. В крыльях жилка Sc свободная, жилки M3+4 и Cu1 образуют короткую вилку. Личинки, предположительно, как у близких видов, развиваются в агариковых грибах.

## Систематика
Вид был впервые описан в 2021 году норвежскими энтомологом Jon Peder Lindemann, Geir Søli (The Arctic University of Norway, Тромсё, Норвегия) Jostein Kjærandsen (Natural History Museum, Осло). Включён в состав видовой группы Exechia parva group (триба Exechiini из номинативного подсемейства Mycetophilinae). От всех видов группы E. parva отличается наличием гонококсальных лопастей, полностью покрытых щетинками и сужающихся по всей длине, в сочетании с внутренней ветвью гоностиля с 4 щетинками, расположенными близко к вершине.